# Adeline Gray
Adeline Gray (Denver, 15 de janeiro de 1991) é uma lutadora de estilo-livre estadunidense, medalhista olímpica.

## Carreira
Gray participou dos Jogos Olímpicos de Verão de 2020 em Tóquio, onde participou do confronto de peso pesado, conquistando a medalha de prata após disputa com a alemã Aline Rotter-Focken.